# Distrito de Devecser
El distrito de Devecser (húngaro: Devecseri járás) es un distrito húngaro perteneciente al condado de Veszprém.
En 2013 su población era de 14 948 habitantes. Su capital es Devecser.

## Municipios
El distrito tiene una ciudad (en negrita) y 27 pueblos.
Ciudad
- Devecser

Pueblos
- Adorjánháza
- Apácatorna
- Borszörcsök
- Csögle
- Dabrony
- Doba
- Egeralja
- Iszkáz
- Kamond
- Karakószörcsök
- Kerta
- Kisberzseny
- Kiscsősz
- Kispirit
- Kisszőlős
- Kolontár
- Nagyalásony
- Nagypirit
- Noszlop
- Oroszi
- Pusztamiske
- Somlójenő
- Somlószőlős
- Somlóvásárhely
- Somlóvecse
- Tüskevár
- Vid